# Saint-Crespin
Saint-Crespin ist eine französische Gemeinde mit 316 Einwohnern (Stand: 1. Januar 2022) im Département Seine-Maritime in der Region Normandie (vor 2016 Haute-Normandie). Sie gehört zum Arrondissement Dieppe und zum Kanton Luneray (bis 2015 Kanton Longueville-sur-Scie). Die Einwohner werden Saint-Crespinois genannt.

## Geographie
Saint-Crespin liegt im Pays de Caux etwa 27 Kilometer südsüdöstlich von Dieppe am Scie.
Nachbargemeinden von Saint-Crespin sind Longueville-sur-Scie im Norden, Sainte-Foy im Nordosten, Les Cent-Acres im Osten, Notre-Dame-du-Parc im Süden und Südosten, Gonneville-sur-Scie im Südwesten sowie Criquetot-sur-Longueville im Westen und Nordwesten.

## Bevölkerungsentwicklung
| Jahr                       | 1962 | 1968 | 1975 | 1982 | 1990 | 1999 | 2006 | 2017 |
| Einwohner                  | 151  | 174  | 177  | 263  | 283  | 284  | 282  | 295  |
| Quellen: Cassini und INSEE |      |      |      |      |      |      |      |      |

## Sehenswürdigkeiten
- Kirche Saint-Crépin aus dem 13. Jahrhundert

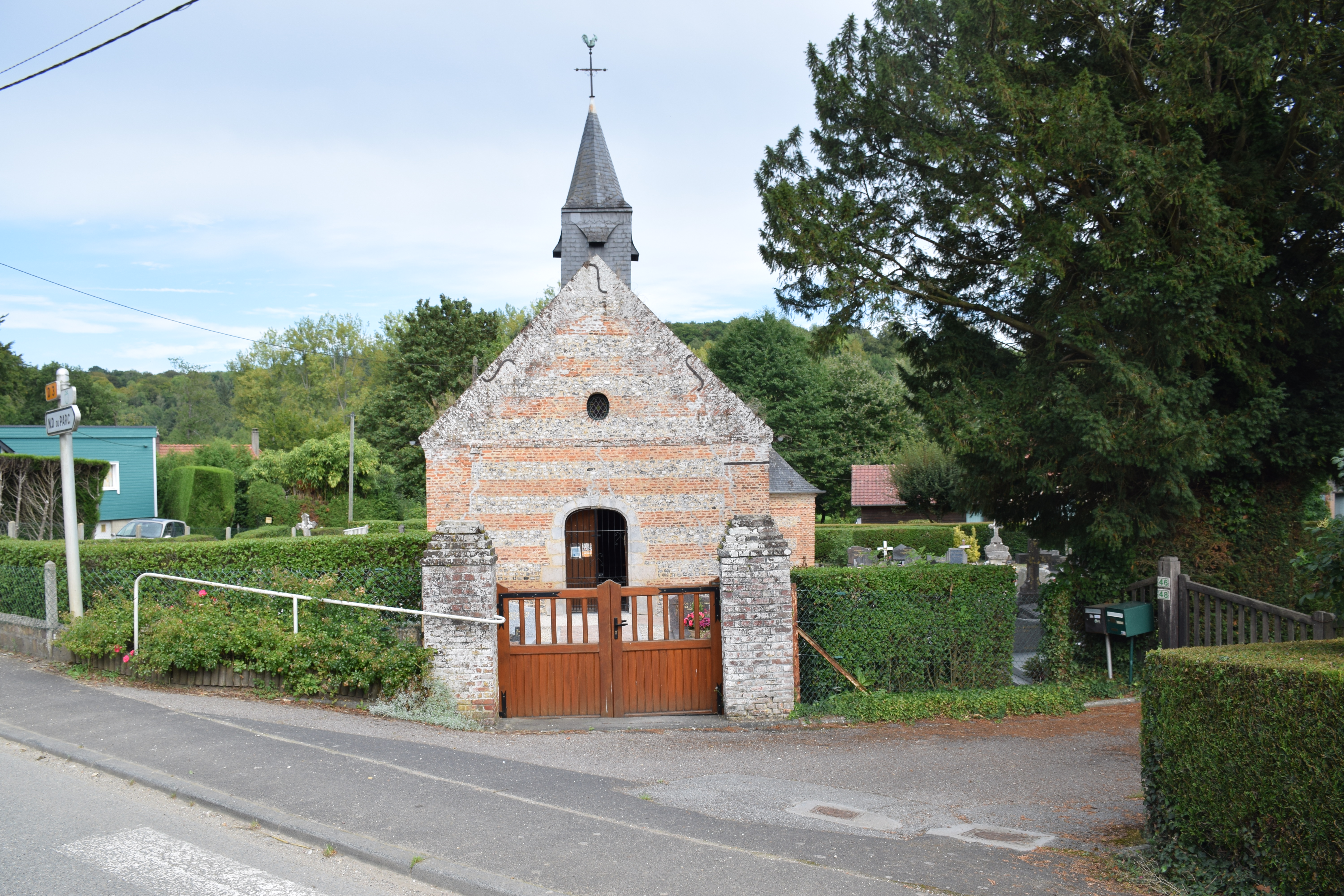
Kirche Saint-Crépin

- Schloss Longueville